# Siederohr
Siederohr (engl. boiler tube, frz. tube bouilleur, ital. tubo bollitore) ist im Maschinenbau die Bezeichnung für ein Rohr in einer Destillier- oder Dampfdruckanlage (z. B. in Dampflokomotiven, sog. Siederohrkessel),  das eine bis zum Siedepunkt oder darüber hinaus erhitzte Flüssigkeit bzw. deren Dampf führt und einer entsprechenden thermischen und mechanischen Belastung standhalten muss. 
Siederohre bestehen in der Regel aus Stahl, seltener aus Glas oder Kupfer.

## Siederohre nach EN 10220 bzw. EN 10216 / 10217
Warmgewalzte Siederohre aus Stahl werden im Sanitärbereich gelegentlich auch als nahtlose Stahlrohre bezeichnet, obwohl sie sowohl nahtlos als auch längsgeschweißt erhältlich sind. Die Wandstärke ist größer als bei Präzisionsstahlrohren, aber geringer als bei (mittlerem oder schwerem) Gewinderohr, so dass sie sich nicht für die klassische Gewindeverbindung eignen. Sie werden im Allgemeinen ab Nennweite DN 32 eingesetzt und durch Schweißen oder spezielle Pressfittinge verbunden.
Siederohre werden gefertigt:
- nahtlos nach EN 10216-1 (früher DIN 2448 / DIN 1629)
- geschweißt nach EN 10217-1 (früher DIN 2458 / DIN 1626).